# Mirdyci

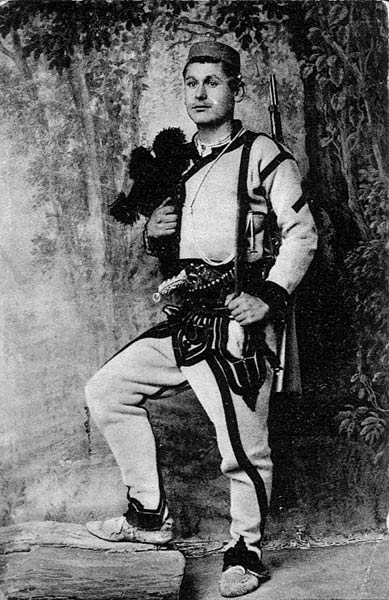
Mirdyta, pocz. XX w.

Mirdyci – plemię gegijskie z północnej Albanii. Ich terytorium plemienne znajdowało się na południe od rzeki Driny. Dzielili się na pięć klanów: Oroshi, Fandi, Spashi, Kushneni i Dibri. Mirdyci tradycyjnie byli wyznania rzymskokatolickiego, czym odróżniali się od prawosławnego i muzułmańskiego otoczenia. Podstawą ich gospodarki było pasterstwo (również pasterstwo transhumancyjne).
Praktycznie do połowy XX wieku społeczeństwo Albanii było zatomizowane na plemiona, klany i grupy etniczne przy czym Gegowie zachowali strukturę plemienno-klanową. Elementem spajającym dany klan było: prawo zwyczajowe Kanun, terytorium i władza. Zwierzchnikiem Mirdytów był kapedan i co znamienne, pozostawał on niezależny od Imperium osmańskiego aż do połowy XIX wieku.

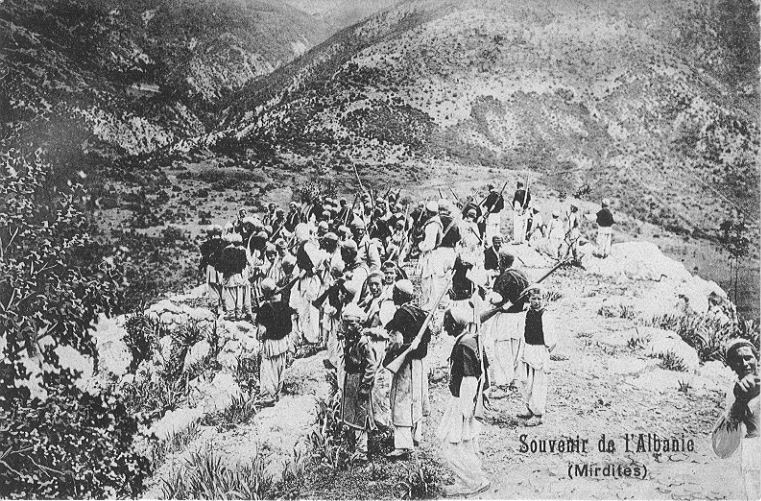
Mirdyci w trakcie powstania przeciwko Turcji na pocz. XX w.

Mirdyci, analogicznie jak inne plemiona albańskie, składały się z wielu rodów (klanów), przywódcy głównych wywodzili swoją genealogię od Leki Dukagjina. Prawem zwyczajowym Mirdytów był Kanun Leki Dukagjiniego.

## Kalendarium
- 1481 - umiera Lekë Dukagjini
- 1595 - ogólnoalbański kuwend wyznacza kapedana Mirdytów Marka Gjina wodzem naczelnym koalicji antyosmańskiej; Gjin jedzie do Rzymu, gdzie od papieża uzyskuje deklarację poparcia
- 1690 - początek osiedlania się części Mirdytów w opustoszałym po wojnach Kosowie
- pocz. XVIII wieku - prześladowania chrześcijańskich plemion albańskich ze strony plemion muzułmańskich
- 1882 - upadek Ligi Prizreńskiej, przywódca Mirdytów Preng Bib Doda zostaje internowany i przebywa w Stambule do 1908.
- 1912 grudzień - poparcie przez Mirdytów rządu Ismaila Qemala, udział w walkach przeciwko wojskom Serbskim i tureckim, sojusz wojskowy w muzułmańskim plemieniem Malisorów
- 1914 - wojna domowa w Albanii, Mirdyci opowiadają się po stronie księcia Wilhelma von Wieda
- 1921 lipiec - proklamowanie niezależnej od Tirany Republiki Mirdity; separatyzm Mirdytów został zgnieciony w listopadzie 1921 roku.
- 1944 kwiecień - ochotnicy z Mirdytów wchodzą w skład 21. dywizji SS "Skanderbeg"